# Rhadinosticta simplex
Rhadinosticta simplex – gatunek ważki z rodziny Isostictidae.